# 의성 탑리리 오층석탑
의성 탑리리 오층석탑(義城 塔里里 五層石塔)은 대한민국 경상북도 의성군 금성면 탑리리에 있는, 남북국 시대 신라의 오층석탑이다. 1962년 12월 20일 대한민국의 국보 제77호로 지정되었다.

## 개요
이 탑은 신라 석탑의 초기형식을 보이는 석탑으로 초층 옥신(初層屋身)은 목조건물을, 옥개석은 전탑(塼塔)을 모방한 특이한 양식을 지니고 있다.
총 높이가 9.65m로서 단층기단(短層基壇) 위에 섰는데 기단은 모두 별석(別石)으로 된 지대석(址臺石), 우주(隅柱), 탱주, 중석(中石) 등으로 조성, 각 기둥과 초층 옥신의 구조는 아래는 넓고 위로 갈수록 좁아지는 상촉하관(上促下寬)의 엔터시스를 가지고 있어 백제의 미륵사지 석탑에서와 같이 목조건물을 모방하고 있음이 드러난다. 목탑과 전탑 형식을 혼합하면서 전체적으로 전탑적인 외관을 갖췄고 단층이기는 하나 기단의 형식, 옥신, 옥개석의 형식 및 기단 갑석상면(基壇甲石上面)의 괴임 등이 이른바 신라 석탑형식의 방향을 제시하여 모든 신라 석탑의 출발점이 되는 시원형식(始源形式)을 가지고 있다.
각 부분에서 목조건축의 양식을 응용하는 한편, 곳곳에서 전탑의 조성기법을 보여주는 작품이다. 이러한 독특한 특징으로 인해 경주 분황사 모전석탑(국보 제30호)과 함께 통일신라 전기의 석탑양식을 연구하는데 귀중한 자료가 되고 있다.

## 갤러리

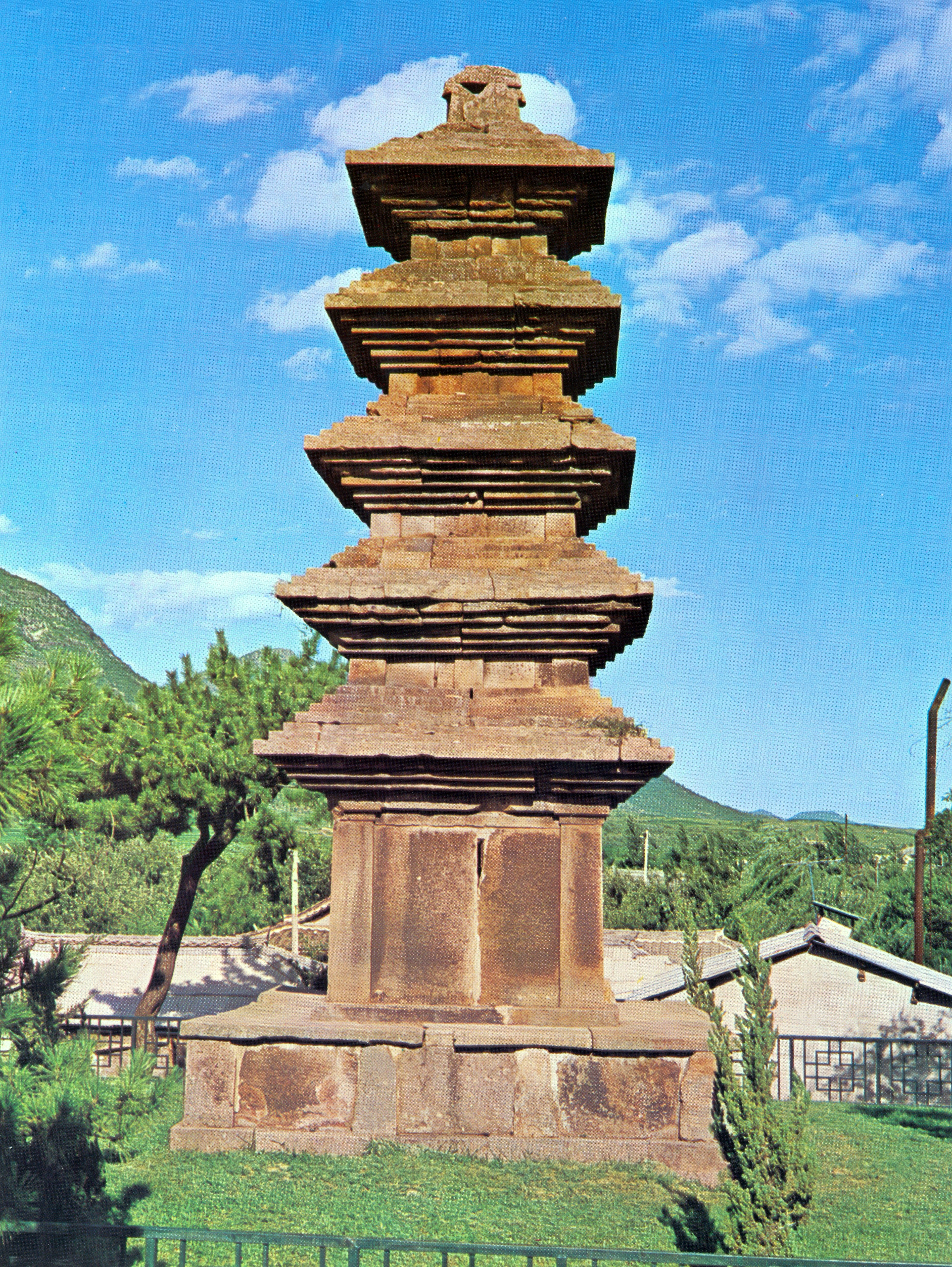
탑리리 오층 석탑의 정비 이전 모습.

## 같이 보기
- 경주 분황사 모전석탑 - 보물 제30호
- 의성 빙산사지 오층석탑 - 보물 제327호